# Кавказский (Ставропольский край)
Кавка́зский — хутор в Советском районе (городском округе) Ставропольского края Российской Федерации. Находился в составе муниципального образования «Сельское поселение Восточный сельсовет» (упразднено 1 мая 2017 года).

## География
Расстояние до краевого центра: 199 км. Расстояние до районного центра: 33 км.

## Население
| 1989 | 2002 | 2010 | 2014 | 2021 |
| ---- | ---- | ---- | ---- | ---- |
| 92   | ↗127 | ↘97  | ↗100 | ↘93  |

По данным переписи 2002 года, 61 % населения — русские.

## Кладбище
Христианское кладбище (общественное открытое). Площадь участка 3320 м².